# Puccinia sporoboli
Puccinia sporoboli ist eine Ständerpilzart aus der Ordnung der Rostpilze (Pucciniales). Der Pilz ist ein Endoparasit von Lauchen und Lilien sowie von Sporobolus-Süßgräsern. Symptome des Befalls durch die Art sind Rostflecken und Pusteln auf den Blattoberflächen der Wirtspflanzen. Sie kommt in den östlichen USA vor.

## Merkmale

### Makroskopische Merkmale
Puccinia sporoboli ist mit bloßem Auge nur anhand der auf der Oberfläche des Wirtes hervortretenden Sporenlager zu erkennen. Sie wachsen in Nestern, die als gelbliche bis braune Flecken und Pusteln auf den Blattoberflächen erscheinen.

### Mikroskopische Merkmale
Das Myzel von Puccinia sporoboli wächst wie bei allen Puccinia-Arten interzellulär und bildet Saugfäden, die in das Speichergewebe des Wirtes wachsen. Die Aecien der Art besitzen kugelige bis längliche, 21–25 × 18–21 µm große Aeciosporen mit runzliger Oberfläche. Die zimtbraunen Uredien der Art wachsen beidseitig auf den Blättern der Wirtspflanzen. Ihre ebenfalls zimtbraunen Uredosporen sind unregelmäßig ellipsoid bis eiförmig, 26–30 × 24–28 µm groß und fein stachelwarzig. Die beidseitig wachsenden Telien sind schwärzlich, früh unbedeckt und klein. Die haselnussbraunen Teliosporen sind ein- bis zweizellig, langellipsoid bis schmal eiförmig und 30–44 × 17–21 µm groß; ihre Stiele sind gelblich und bis zu 50 µm lang.

## Verbreitung
Das bekannte Verbreitungsgebiet von Puccinia sporoboli umfasst die östlichen USA.

## Ökologie
Die Wirtspflanzen von Puccinia sporoboli sind Lauche und Lilien für den Haplonten sowie von Sporobolus-Arten für den Dikaryonten. Der Pilz ernährt sich von den im Speichergewebe der Pflanzen vorhandenen Nährstoffen, seine Sporenlager brechen später durch die Blattoberfläche und setzen Sporen frei. Die Art verfügt über einen Entwicklungszyklus mit Telien, Uredien, Spermogonien und Aecien und macht einen Wirtswechsel durch.